# クイズ!スパイ2/7
『クイズ!スパイ2/7』（クイズ スパイななぶんのに、SPY2/7）は、フジテレビで放送されたクイズ番組。司会は長井秀和。
通常のクイズ番組と異なり、7人の解答者が5人の「プレイヤー」と2人の「スパイ」に分かれ、スパイはプレイヤーを、プレイヤーはスパイを全て消して一人でも生き残れば勝ち、という心理戦も要求される。

## ルール説明
1. 番組開始前に出演者がくじを引き、スパイを2名決定する。スパイにならなかった残りの5名はプレイヤーとなる。選ばれたスパイは、プレイヤーに対して以下の2つの有利な点を持つ。
  - スパイは互いにもう一人のスパイが誰かを知っている
  - スパイは出題される問題の全ての正解を知っている
2. 次に、「デリーター」を司会者が指名する。デリーターとは、クイズ一問ごとに解答の最終決定権を持ち、間違えた場合には解答者一人を消すことができる権利を持つ代表者である。
3. 二択（パイロット版のみ三択）のクイズが出題され、まず解答者全員がファーストインプレッションで答えを提示。
4. その後、解答について質疑（ディベート）を行なう。
5. デリーターは、ディベートの結果を踏まえて答えを決定する。その選択は、ディベートの結論には拘束されない。
6. 正解だった場合には、デリーターの権利は（時計回りに）移動する。間違いだった場合には、デリーターが他の解答者の中からスパイとおぼしき人間を指名してデリート（消去）し、デリーターの権利が移動する。デリートされた者は退場となって別室へ移され、以降のゲームの参加権を失う。
7. 3から6までを繰り返し、以下の終了条件に当てはまる状況になった時点で終了。
  - スパイはプレイヤーを騙しながら、最後まで2人とも生き残る（プレイヤーを全員デリートする）ことができれば勝利。
  - プレイヤーはスパイを当てて、スパイを2人ともデリートできれば勝利。
  - もし2人が残った時点で一人がスパイ、一人がプレイヤーだった場合にはファイナルセクションに入り、勝敗を決する。
    - ファイナルセクションでは、残ったプレイヤーに対して2択問題が出題される。プレイヤーは、答えを知っているスパイの表情を参考に解答を選択する。正解ならプレイヤー側の、不正解ならスパイ側の勝利。

## 出演者と結果
太字はその回のスパイ。

### パイロット版（60分番組）

#### 第1回（2004年3月25日放送）
- 解答者：金子昇、乙葉、勝俣州和、土田晃之、はしのえみ、柴田理恵、やくみつる
- 結果：ファイナルセクションでスパイ側の勝利

#### 第2回（2004年7月10日放送）
- 解答者：青木さやか、松嶋尚美（オセロ）、勝村政信、さとう珠緒、ウエンツ瑛士、YOU、中村豪（やるせなす）
- 結果：プレイヤー側の勝利

### レギュラー版（30分番組）
『DO!深夜』枠内にて放送。30分番組という制約から、番組進行によっては1週で終わる回もあれば、2週にまたがる回もあった。

#### 第1回（2004年10月30日、11月7日放送）
- 解答者：セイン・カミュ、増田英彦（ますだおかだ）、阪田マサノブ、平山あや、加藤夏希、江川達也、山咲トオル
- 結果：スパイ側の勝利

#### 第2回（2004年11月14日放送）
- 解答者：保坂尚輝、やくみつる、辺見えみり、岡田圭右（ますだおかだ）、ウエンツ瑛士、森下千里、田丸麻紀
- 結果：プレイヤー側の勝利

#### 第3回（2004年11月21日、11月28日放送）
- 解答者：佐田真由美、若槻千夏、柴田理恵、島崎和歌子、土田晃之、松尾貴史、木村祐一
- 結果：スパイ側の勝利

#### 第4回（2004年12月4日、12月11日放送）
- 解答者：土田晃之、石川亜沙美、くまきりあさ美、ピーター、熊田曜子、サンプラザ中野、野々村真
- 結果：スパイ側の勝利

#### 第5回（2004年12月25日放送、1時間特番）
- 解答者：麻木久仁子、石原良純、江川達也、田中裕二、松嶋尚美、眞鍋かをり、山口もえ
- 結果：スパイ側の勝利

#### 第6回（2005年1月15日、1月22日放送）
- 解答者：矢作兼、小木博明（以上おぎやはぎ）、さとう珠緒、あびる優、竹山隆範（カンニング）、つるの剛士、はしのえみ
- 結果：ファイナルセクションでスパイ側の勝利

#### 第7回（2005年1月29日、2月5日放送、フジテレビアナウンサー版）
- 解答者：梅津弥英子、佐々木恭子、斉藤舞子、佐野瑞樹、渡辺和洋、政井マヤ、山中秀樹
- 結果：プレイヤー側の勝利

#### 第8回（2005年2月12日、2月19日放送）
- 解答者：和希沙也、藤崎奈々子、阪田マサノブ、西川史子、水野裕子、三又忠久（ジョーダンズ）、マギー審司
- 結果：スパイ側の勝利

#### 第9回（2005年2月26日、3月5日放送）
- 解答者：井戸田潤、小沢一敬（以上スピードワゴン）、ふかわりょう、金子貴俊、室井佑月、佐藤寛子、安めぐみ
- 結果：ファイナルセクションでスパイ側の勝利

#### 第10回（2005年3月12日、3月19日放送）
- 解答者：岩尾望、後藤輝基（以上フットボールアワー）、石田純一 やくみつる、熊田曜子、小向美奈子、佐藤仁美
- 結果：スパイ側の勝利

#### 第11回（2005年3月26日放送、1時間特番）
- 解答者：水道橋博士、玉袋筋太郎（以上浅草キッド）、劇団ひとり、江川達也、だいたひかる、光浦靖子、井上和香
- 結果：スパイ側の勝利

### スペシャル版（60分番組）

#### 疑惑の宴復活スペシャル（2005年9月26日放送）
- 解答者：勝俣州和、森下千里、竹山隆範（カンニング）、柴田理恵、谷原章介、叶美香、ふかわりょう
- 結果：スパイ側の勝利

## スタッフ

### レギュラー版
- ナレーション：服部潤
- 企画・演出：三木康一郎
- 構成：山名宏和
- 編成：大辻健一郎、出澤真理子
- プロデュース：大林里枝
- 制作：フジテレビ、アミューズ